# جون نيلسون (سياسي)
جون نيلسون هو سياسي كندي، ولد في 17 يوليو 1776 في اسكتلندا في المملكة المتحدة، وتوفي في 1 فبراير 1848 في مدينة كيبك في كندا.